# ناحیه آریسپی، شهرستان بورا، ایلینوی
ناحیه آریسپی، شهرستان بورا، ایلینوی (به انگلیسی: Arispie Township) یک منطقهٔ مسکونی در ایالات متحده آمریکا است که در شهرستان بورا، ایلینوی واقع شده‌است. ناحیه آریسپی ۷۷۶ نفر جمعیت دارد و ۱۹۹ متر بالاتر از سطح دریا واقع شده‌است.